# Балтигати (Бјела)
Балтигати је насеље у Италији у округу Бијела, региону Пијемонт.
Према процени из 2011. у насељу је живело 249 становника. Насеље се налази на надморској висини од 556 м.